# Badalona Pompeu Fabra metróállomás
Badalona Pompeu Fabra egyike a Spanyolországban található barcelonai metró metróállomásainak.

## Metróvonalak
Az állomást az alábbi metróvonalak érintik:
- 2-es metróvonal

## Kapcsolódó állomások
Az állomáshoz az alábbi állomások vannak a legközelebb:
- Pep Ventura (Paral·lel, 2-es metróvonal)